# Bäuersche Straße 17

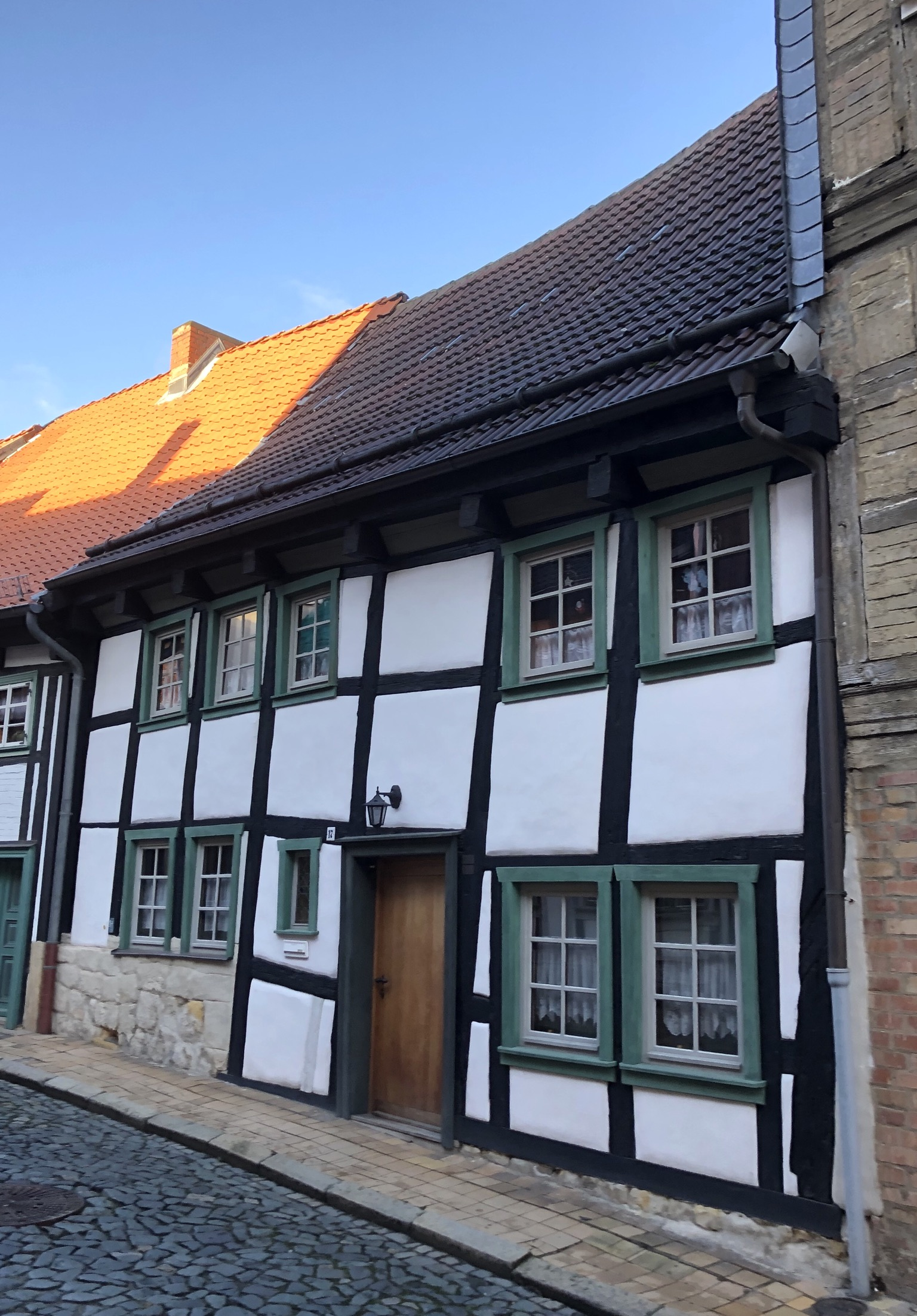
Haus Bäuersche Straße 17, im Jahr 2020

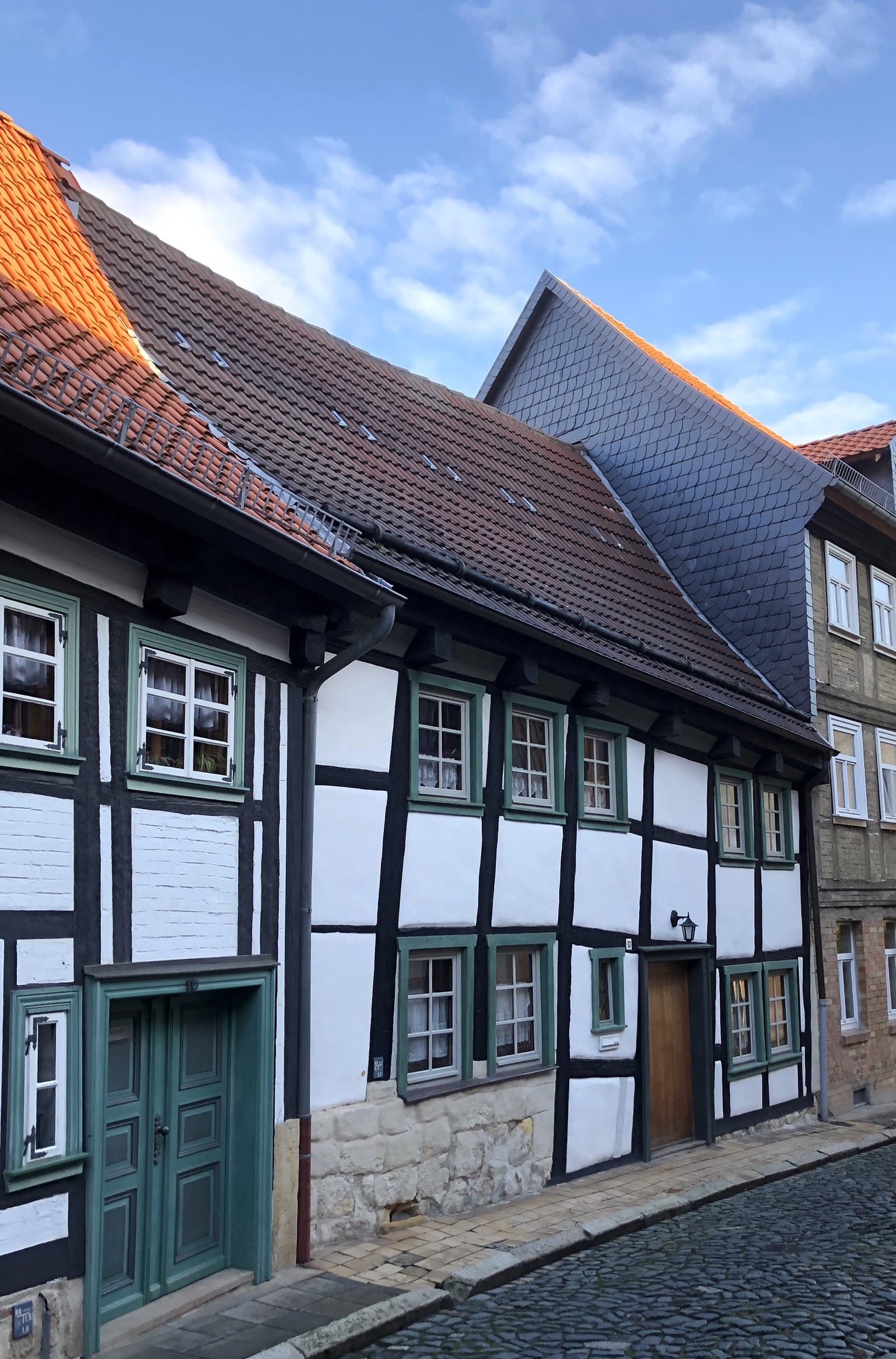
Blick von Westen

Das Haus Bäuersche Straße 17 ist ein denkmalgeschütztes Wohnhaus in der Stadt Blankenburg (Harz) in Sachsen-Anhalt.

## Lage
Es befindet sich im westlichen Teil der Blankenburger Altstadt auf der Nordseite der Bäuerschen Straße. Westlich grenzt das gleichfalls denkmalgeschützte Haus Bäuersche Straße 16 an.

## Architektur und Geschichte
Das zweigeschossige Fachwerkhaus entstand nach einer dendrochronologischen Datierung im Jahr 1431 und ist damit, gemeinsam mit dem Nachbarhaus Bäuersche Straße 16, das älteste erhaltene Wohnhaus der Stadt Blankenburg. Die in regelmäßigem Abstand angeordneten Ständer des Fachwerks gehen über beide Stockwerke und sind schmucklos ausgeführt. Das sieben Gebinde umfassende Fachwerk selbst weist starke, die Erscheinung der Fassade prägende Verwerfungen auf. Am Haus bestehen Windbretter, die Dachbalken sind unprofiliert. 
Im örtlichen Denkmalverzeichnis ist das Wohnhaus unter der Erfassungsnummer 094 00681 als Baudenkmal verzeichnet.